# Kürten
Kürten is een plaats en gemeente in de Duitse deelstaat Noordrijn-Westfalen, gelegen in het Rheinisch-Bergischer Kreis. Kürten telt 19.716 inwoners (31 december 2020) op een oppervlakte van 67,35 km².
De componist Karlheinz Stockhausen, ereburger van Kürten leefde bijna 25 jaar in het stadsdeel Kettenberg, waar hij ook begraven ligt.

## Afbeeldingen

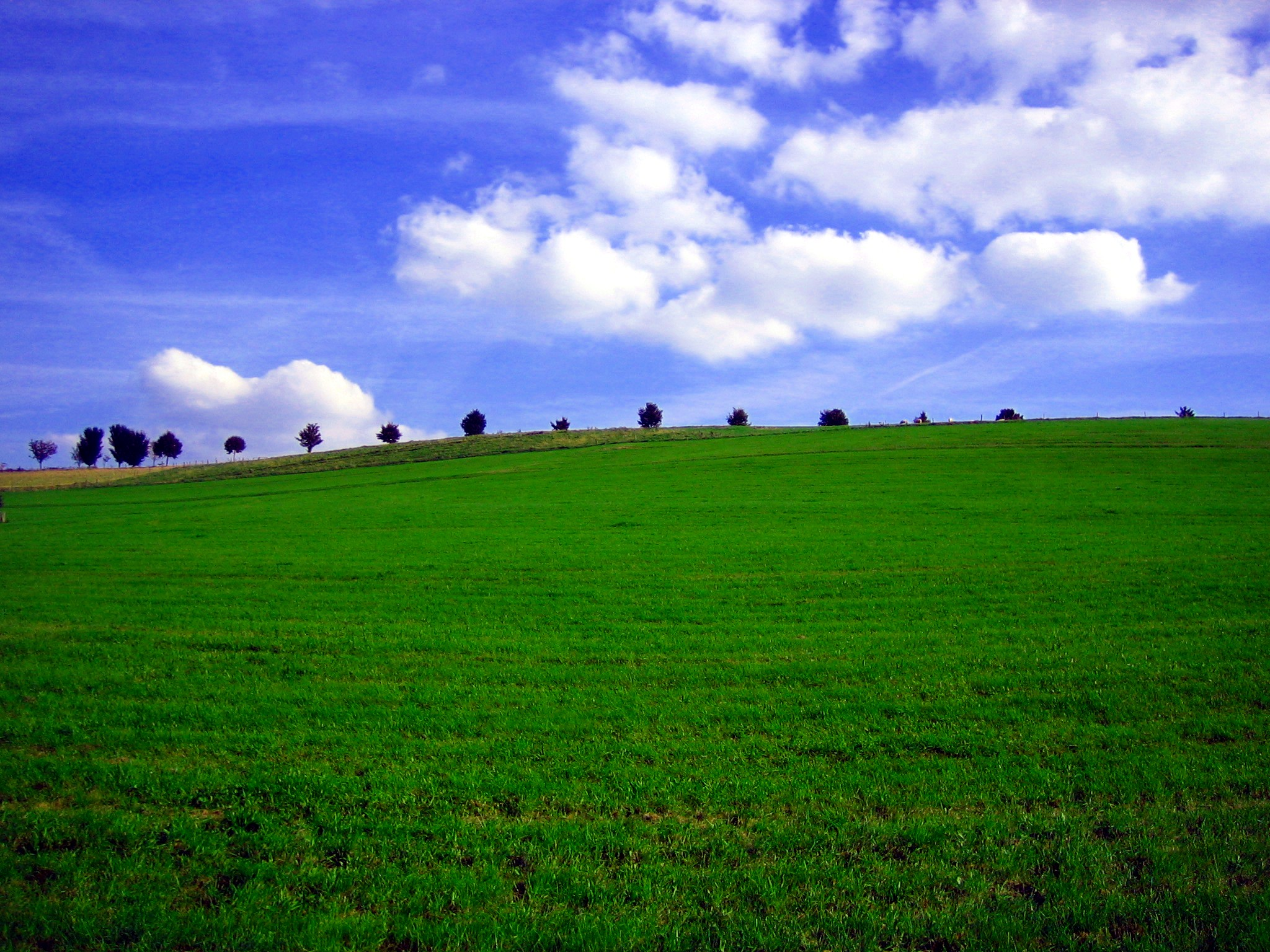
Landschap bij Kürten
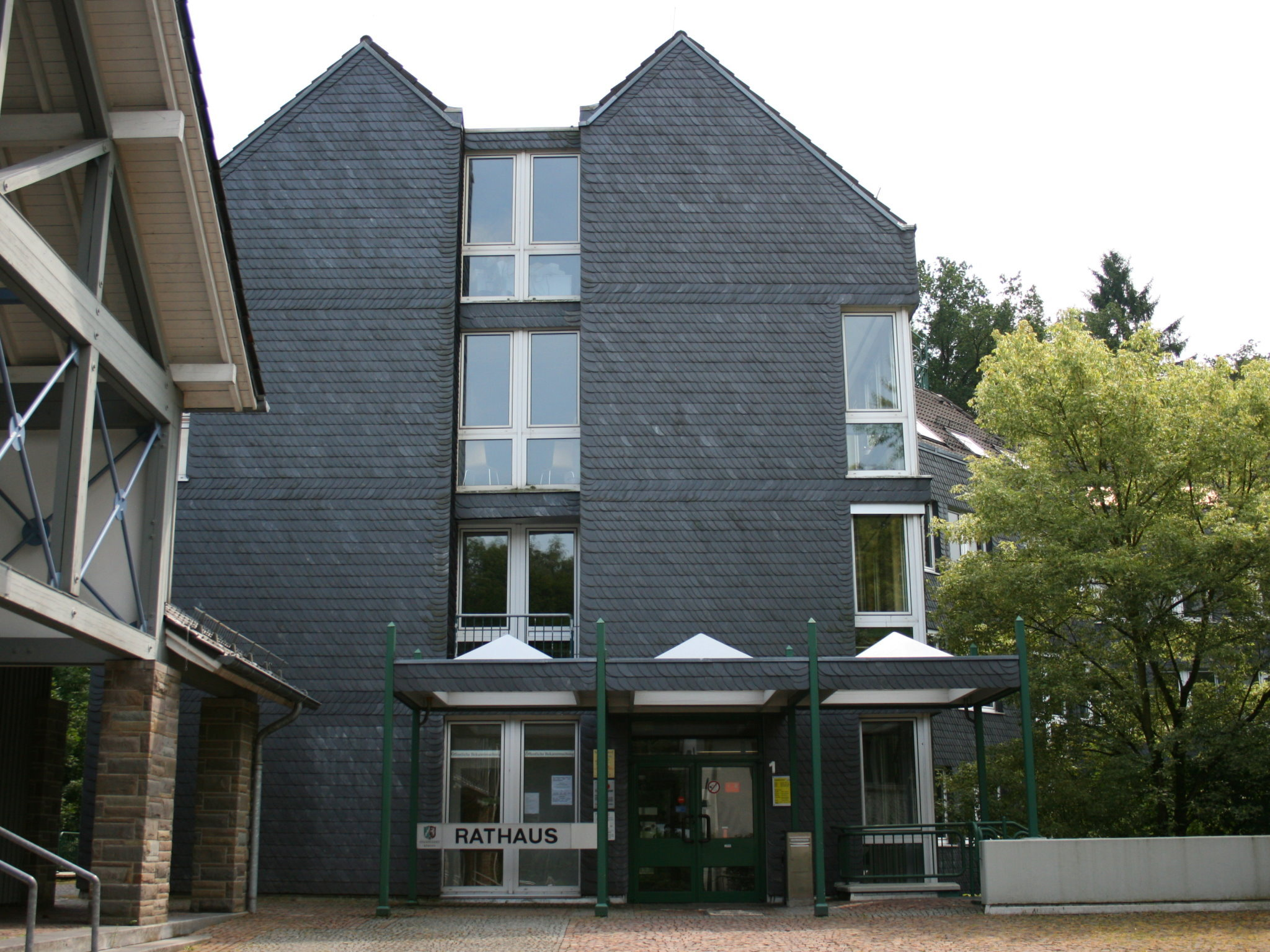
Gemeentehuis
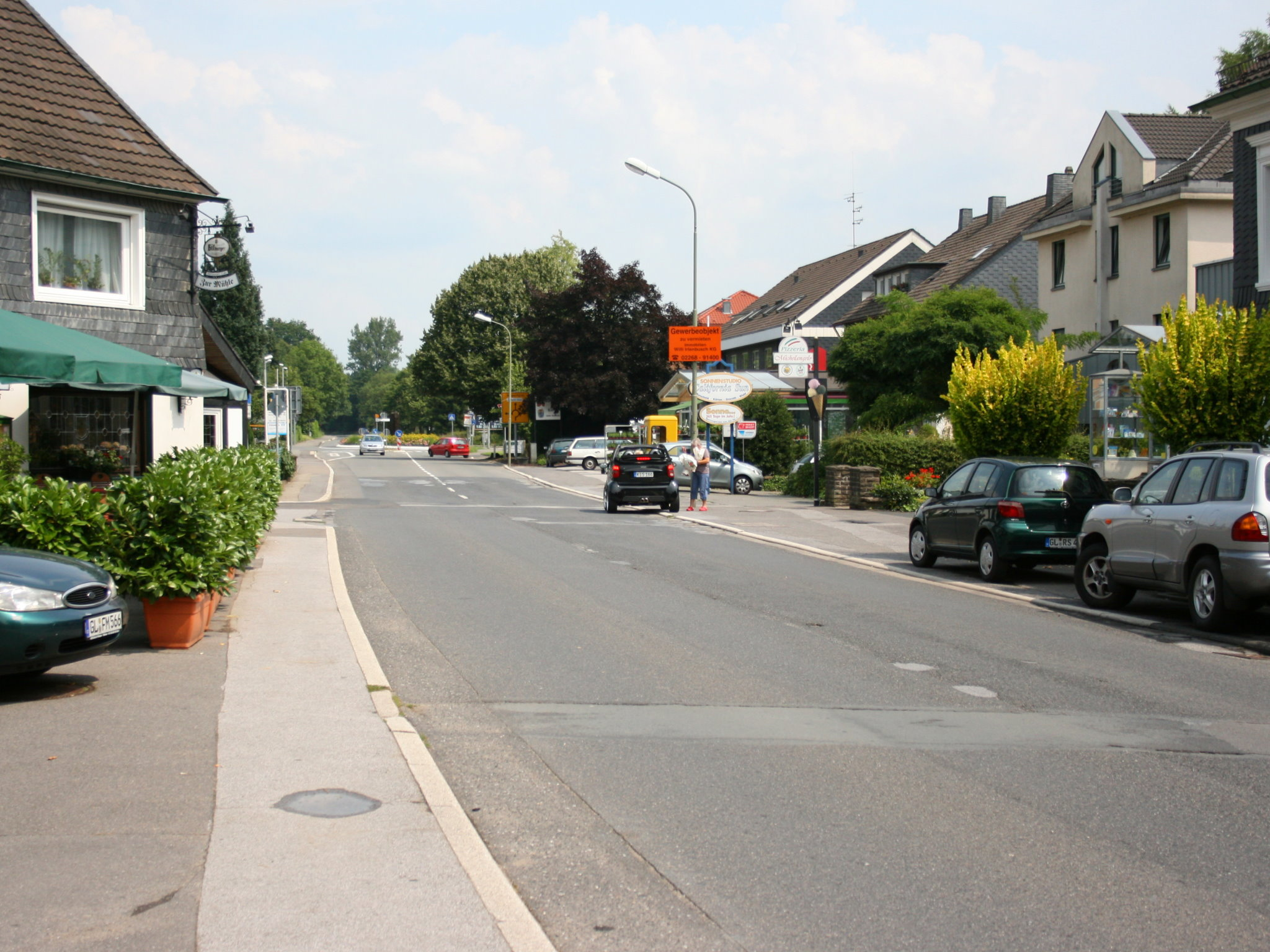
Centrum

Bergisch Gladbach · Burscheid · Kürten · Leichlingen · Odenthal · Overath · Rösrath · Wermelskirchen